# 北山池公園
北山池公園（きたやまいけこうえん）は、新潟県新潟市江南区にある都市公園。

## 概要
亀田砂丘の窪地に出来た砂丘湖の「北山池」を中心として整備された公園で、1984年（昭和59年）に供用を開始した。池の周囲には130本のソメイヨシノのほか、ギョイコウ（御衣黄）を含む八重桜が植えられており、桜の名所として知られている。
かつて亀田砂丘には大小6つの池が点在していたが、他の池は埋め立てられたため現存するのは北山池のみ。面積1.6ヘクタールの北山池にはヘラブナが生息しており、市内にある公園の池では唯一釣りをすることが認められているが（ただし、投げ釣りは禁止）、一方で準絶滅危惧種であるアサザが生育していることでも知られている。

## アクセス
2018年4月現在の情報を掲載する。
- JR亀田駅東口から南東方向へ徒歩約25分
- 同駅西口から新潟交通 「S63 大江山連絡所前 行」（所要約5分。平日のみ運行）を利用し、「北山」下車後、徒歩約10分